# Eriogonum polycladon
Eriogonum polycladon är en slideväxtart som beskrevs av George Bentham. Eriogonum polycladon ingår i släktet Eriogonum och familjen slideväxter. Inga underarter finns listade i Catalogue of Life.